# Winterhore
Das Winterhore ist ein 2608 m ü. M. hoher Berg der Berner Voralpen in der Schweiz.
Der Berg ist ein Nebengipfel der 600 m nordwestlich gelegenen Männliflue innerhalb der Niesenkette zwischen dem hinteren Ende des Diemtigtals im Westen und dem Engstligental im Osten. Auf seinem Gipfel treffen sich die Gebiete der Gemeinden Diemtigen und Frutigen.